# 牛血清白蛋白
牛血清白蛋白（英語：bovine serum albumin, BSA），又称第五组分，是牛血清中的一种球蛋白，包含583个氨基酸残基，分子式为：C₂₉₃₁H₄₅₇₆O₈₉₆N₇₈₀S₃₈分子量为66.5 kDa，等电点为4.7。牛血清白蛋白在生化实验中有广泛的应用，例如在西方墨点法中作为。